# Áed Findliath
Áed mac Neíll (muerto en 879), llamado Áed Findliath (Áed el Guerrero Justo) para distinguirle de su abuelo paterno Áed Oirdnide, fue rey de Ailech y Rey Supremo de Irlanda. Miembro de los Uí Néill del norte, rama de Cenél nEógain, Áed era hijo de Niall Caille.

## Contexto
Desde la muerte de Áed Allán en 743 hasta el derrocamiento de Máel Sechnaill mac Domnaill por Brian Boru en 1002, la sucesión a la corona suprema de Irlanda alternó entre las ramas norte y sur de los Uí Néill con el norte representado por miembros de los Cenél nÉogain, familia paterna de Áed, y el sur por los Clann Cholmáin, la familia de su madre. Francis John Byrne describe esto como "una convención frágil, marcado por una vigilancia celosa más que por un acuerdo amistoso."
Durante el reinado de Máel Sechnaill mac Maíl Ruanaid, que sucedió al padre de Áed como Rey Supremo, el equilibrio de poder entre del norte y del sur que había asegurado la alterancia pareció inclinarse en favor de los Clann Cholmáin del sur. La debilidad de los Reyes de Munster tras la muerte del poderoso Feidlimid mac Crimthainn en 847 facilitó numerosos ataques a Munster por Máel Sechnaill en los años 850 y la sumisión de los reyes de Munster en 858. En 859, Osraige pasó a ser vallao de los Uí Néill, y esto llevó a una guerra abierta entre Máel Sechnaill y Áed.

## Orígenes y familia
Áed era hijo de Niall Caille y Gormlaith. Su abuelo materno era Donnchad Midi, su abuelo paterno Áed Oirdnide. Su padre, el hermano de su madre, Conchobar mac Donnchada, y sus dos abuelos habían sido Reyes Supremos de Irlanda.
Los nombres de tres de las esposas de Áedse han conservado, pese a que el orden de sus matrimonios es incierto. Su primera mujer pudo haber sido Gormlaith Rapach, hija de Muiredach mac Eochada, rey de Ulster. El Banshenchas dice que Domnall mac Áeda (conocido también como Domnall Dabaill, antepasado de Domnall Ua Lochlainn) era su hijo, y Eithne, que se casó con Flann Sinna, pudo haber sido su hija.
La segunda esposa de Áed, Land ingen Dúngaile (hermana de Cerball mac Dúnlainge, rey de Osraige) era la viuda de su predecesor como Rey Supremo, Máel Sechnaill mac Máele Ruanaid, nieto de Donnchad Midi.
Su tercera esposa conocida fue Máel Muire, probablemente hija de Cináed mac Ailpín, el rey de los Pictos en Gran Bretaña. Fue la madre de Niall Glúndub. A la muerte de Áed se casó con su sucesor Flann Sinna.
Otros hijos de Áed incluyen un hijo llamado Máel Dub, considerado santo y Máel Dúin, que gobernó Ailech como lugarteniente de Áed hasta su prematura muerte en 867.

## Primeros años
A la muerte de Neill Caille en 845, el tío de Áed Máel Dúin mac Áeda asumió la corona de Ailech. No hay constancia de la fecha en que fue sucedido por Áed, pero pudo haber sido en 855. Áed se menciona por primera vez en los anales este año, cuando los Anales de Ulster registran que

hizo una exedición contra los Ulaid, y dejó muerto detrás a Coinnecán hijo de Colmán y Flaithbertach hijo de Niall, y un número grande además

Presumiblemente Flaithbertach era su propio hermano, y este ataque fue hecho para asegurar la posición de Áed como rey de Ailech.
Áed llegó al poder en un periodo crítico la historia de Irlanda. Las incursiones Vikingas se habían prodigado durante medio siglo, y los poblamientos nórdicos parecían haberse convertido en establecimientos permanentes más que en bases para los ataques. Los nórdicos contaban ahora con un liderazgo eficaz bajo Amlaíb Conung e Ímar. En este tiempo, tanto los analistas contemporáneos como los historiadores modernos se refieren a ellos no ya solamente como Vikingos, extranjeros o paganos, sino también como nórdicos-irlandeses o hiberno nórdicos.
Áed Findliath ha sido descrito como uno de los reyes supresmos que más eficazmente luchó contra la expansión nórdica en Irlanda. De hecho venció algunos batallas cruciales; la primera victoria fue en 856, en la batalla de Glenn Foichle, seis años antes de convertirse en rey supremo. El Rey Supremo de la época, Mael Sechnaill, parecía más preocupado con las luchas internas, particularmente en Munster, que en enfrentarse a los nórdicos. Aun así, hay una referencia en 856 a él luchando contra los "paganos" con el apoyo de los hiberno nórdicos. Esto probablemente podría ser interpretado como una alianza entre colonos nórdicos y la sociedad irlandesa contra los merodeadores.
En 858, Máel Sechnaill finalmente consiguió establecer el control sobre Munster, y en 859 también llegó a un acuerdo con Cerball mac Dúnlainge rey de Osraige (forzado por Cerball, que se había aliado con Amlaíb y Ímar y saqueado Míde). Máel Sechnaill volvió su atención al norte, donde el poder creciente de Áed Findliath se había convertido en una amenaza para él como cabeza de los Uí Néill. En 860 reunió fuerzas de toda Irlanda y se presentó en Armagh. Mientras estaban acampados allí, Áed Findliath atacó. El resultado de la batalla parece haber sido alguna clase de empate.
Ahora fue Áed Findliath quién buscó una alianza con el Dublín nórdico. En 861 y 862 saqueó Míde en cooperación con fuerzas nórdicas, en 862 también contó con el apoyo de Flann mac Conaing, rey de Brega.

## Rey de Tara
Máel Sechnaill mac Máele Ruanaid murió el 20 noviembre 862, y en aquella ocasión fue descrito en los Anales de Ulster como ri h-Erenn uile, rey de toda Irlanda. Ese título nunca sería utilizado para Áed Findliath, incluso aunque asumiera el trono de Tara a la muerte de Máel Sechnaill, y aparezca en las listas de Reyes Supremos de Irlanda. Su reinado fue discutido durante su largo reinado de 17 años y ni siquiera contó con el apoyo de los clanes meridionales de los Uí Néill. Los anales muestran que la feria de Taillten no se celebró en seis de esos 17 años, lo que indica una situación de inestabilidad.
Los nórdicos de Dublín se convirtieron, a comienzos del reinado de Áed, en un importante aliado, aunque no muy fiable, en la lucha por el poder en Míde. El sucesor de Máel Sechnaill como cabeza de Clann Cholmain y rey de Míde, Lorcán mac Cathail, se alió con Amlaib, Ímar y Auisle contra Flann de Brega. Flann era un antiguo aliado de Dublín, y uno de los principales apoyos de Áed en la parte central de Irlanda. Lorcán y sus aliados nórdicos saquearon Brega en 863, y en 864 Conchobar mac Donnchada, rey de Lagore (sur Brega) y presumiblemente un aliado de Flann contra Lorcán, fue capturado y ahogado cercano Clonard por órdenes de Amlaibhs. Áed dirigió una hueste a Míde, capturó Lorcán y lo cegó.
Áed obtuvo algunas victorias notables contra los nórdicos. Derrotó y expulsó a los Vikingos en Lough Foyle en 866. En 866 Amlaíb y Auslie abandonaron Irlanda con la mayor parte de sus hombres y, junto con los hiberno nórdicos de Escocia atacaron a los pictos. Áed aprovechó para saquear e incendiar todas las bases nórdicas (longphorts) del norte de Irlanda.
En 868 Áed se enfrentó a una coalición de sus rivales irlandeses e hiberno nórdicos. Según los Anales de Ulster derrotó a "los Uí Neíll de Brega, y los Laigin, y una fuerza grande de los extranjeros" en una batalla en un sitio Cell Ua nDaigri. Flann de Brega murió en esta batalla. Esta batalla fue presentada posteriormente como una victoria decisiva sobre los nórdicos. Amlaibh e Ímar era, no obstante, se mantuvieron muy activos en Irlanda durante los años siguientes y no parecen haber sido seriamente debilitados, ni en fuerza ni en ambición. Es probablemente más exacto considerar esta batalla como una victoria sobre los Uí Neíll del sur y Leinster. En 870 Áed invadió Leinster con el apoyo de su nuevo aliado Cerball de Osraige, invadiendo nuevamente en 874.
Áed Findliath murió el 20 de noviembre de 879, en Druim Inasclainn: en el territorio de Conaille. En esa ocasión fue descrito como "rey de Tara" (rex Temorie), incluso si en un poema sobre él mencionado por el analista es llamado también "rey sobre los irlandeses" (airdri Gaidhel). Fue enterrado bien en Armagh, bien en Dromiskin.